# Control horario

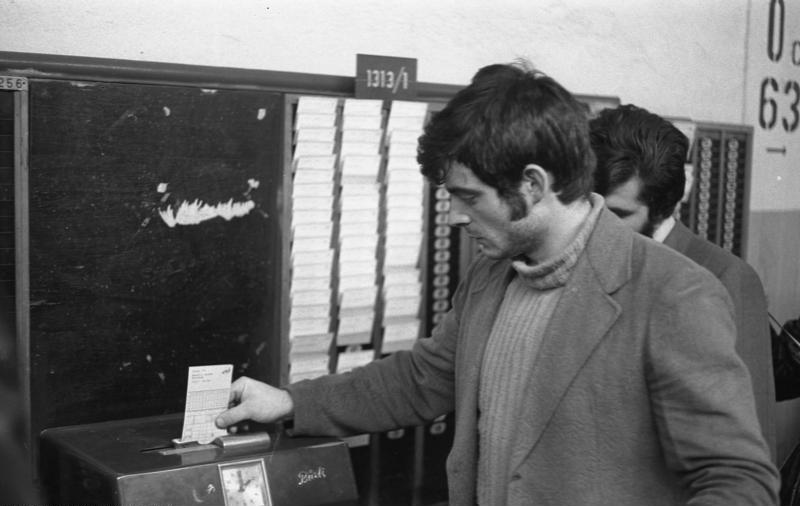
Trabajadores introduciendo su tarjeta en el reloj de fichar (1973)

El control horario es la grabación del momento del día en que la persona trabajadora comienza su jornada laboral y del momento en que la termina. Esto resulta en el registro de datos de las horas de trabajo del empleado mediante dispositivos de registro. Es un tema que se asigna a los departamentos de recursos humanos dentro del organigrama de las empresas.
En Alemania, solo son comunes los sistemas para registrar la asistencia. Las disposiciones legales correspondientes se establecen en el contrato individual de trabajo del Código Civil. Es posible que el contrato de trabajo establezca otros acuerdos. Sin el consentimiento expreso del empleado no se permite un cálculo más extenso de las horas de trabajo combinado con un control de la productividad. 
Según la sentencia del Tribunal  de Justicia de la Unión Europea (TJUE) de 14 de mayo de 2019, todos los países miembros de la UE deben obligar a los empleadores a registrar las horas de trabajo de sus empleados de manera precisa, objetiva y fiable. El TJUE deja a los legisladores nacionales un amplio margen para decidir sobre el diseño del registro del tiempo de trabajo. 

## Historia
Antes de la introducción de los primeros dispositivos electromecánicos y luego electrónicos, se usaban relojes de fichar (relojes registro) mecánicos y tarjetas de fichar. Hoy en día, para el control horario se utilizan casi exclusivamente dispositivos electrónicos, entre los que se pueden citar:
- Terminales con diferentes métodos de lectura para identificación personal
- Sistemas móviles de registro de tiempo (transmisores de datos personales)
- Memorias móviles de registro de tiempo (tipo memoria USB)
- Transmisor/receptor de datos móviles combinado con determinación de ubicación (por ejemplo un teléfono móvil con GPS)
- Sitios web para que la persona trabajadora comunique cuándo empieza a trabajar y cuándo termina
- Software de intranet (principalmente arquitectura cliente-servidor)

Pueden existir numerosos complementos de estos dispositivos, por ejemplo para la gestión de ausencias (solicitudes de vacaciones, etc.) o para la aprobación de horas extras a través de estructuras jerárquicas.
Los sistemas móviles de registro de tiempos, que permiten registrar los tiempos de trabajo a través de ordenadores portátiles, tabletas o teléfonos móviles, son cada vez más importantes. En combinación con el seguimiento de teléfonos móviles, la recopilación de datos operativos también es posible cuando el empleado se encuentra trabajando fuera de sede física de la empresa. Según el medio de registro, existen diferentes opciones para identificar a la personaː tarjetas de plástico con códigos ópticos, códigos magnéticos, chips RFID (transpondedores). La transmisión con códigos ópticos o magnéticos ya casi no se usa; los medios de identificación legibles sin contacto con chips RFID son más comunes.
Otros procedimientos son
- Que el trabajador introduzca un PIN en un dispositivo específico
- Captura a través de un teléfono (la autenticación puede hacerse, p. ej. a través del número de teléfono o ingresando un número de autenticación)
- Llavero (lector sin contacto, tarjeta de plástico con chip RFID...)
- Captura biométrica (huella digital)
- Identificación mediante escáner de iris o reconocimiento facial (solo tiene sentido si el dispositivo de control horario se utiliza al mismo tiempo como terminal de control de acceso)
- Entrada de contraseña (cuando el trabajador inicia su sesión —login— en la red de la empresa)
- Combinación de varios procedimientos de registro

Los componentes principales de un sistema de registro de tiempo basado en software son la interfaz de usuario y la base de datos. Debido al interbloqueo del registro de tiempo con todas las áreas operativas, es importante la seguridad de la inversión de la empresa en ese sistema de registro. Esta seguridad se puede aumentar con soluciones independientes del sistema, por ejemplo basadas en la web para la interfaz de usuario, programas de código abierto y bases de datos estandarizadas (SQL). De esta forma, si el proveedor del sistema de control horario desaparece, la empresa podrá aprovechar las partes que pueden gestionarle otros proveedores.
El usuario autorizado debe poder acceder a los datos  registrados (p. ej. gestión de personal, resumen de reservas o vacaciones) para utilizarlos según los fines previstos (p. ej. pago de horas extra).
Los supervisores y los empleados pueden y deben tener la oportunidad de inspeccionar de forma independiente los datos registrados. Para esto existen varias opciones, como consultar saldos de tiempo y créditos de vacaciones en el propio ordenador, en un terminal de consulta específico, en el propio terminal de adquisición de datos o en forma de envío automático regular a un correo electrónico.

## Funcionalidad
La hora de entrada al trabajo y la hora de salida se registran mediante mensajes de ida y vuelta en las terminales correspondientes. Los sistemas más nuevos también son variables, con posibilidad de tramitar otras informaciones, por ejemplo solicitudes de cambios de turno. Como resultado, la planificación de ausencias, la planificación de turnos o el sistema de solicitud de ausencias generalmente se pueden integrar en tales sistemas. El control horario también puede realizarse a través del control de acceso. Además del sistema de toma y grabación de datos es conveniente un sistema adicional para su gestión.
El registro de tiempo de encargos, que generalmente se puede integrar como un módulo adicional, ofrece más transparencia (también en empresas de servicios puros). A diferencia del control horario simple, no solo registra las presencias y ausencias, sino también las actividades. Por lo tanto, también se pueden realizar análisis de productividad posteriores y comparaciones entre empleados o grupos de empleados, así como análisis de costes.

### Almacenamiento
Para facilitar los cálculos (a los empleadores), los tiempos de trabajo a menudo se almacenan en forma decimal, como los llamados "minutos industriales", pero también están disponibles los sistemas de cronometraje convencionales. En general, también pueden generar evaluaciones en "actas industriales". Los modelos de jornada laboral por turnos o jornada fija deben diferenciarse del registro de jornada variable o flexible. En todo caso, se deberá velar por que se respeten las disposiciones del convenio colectivo aplicable o del convenio de empresa aplicable. Puede que también haya que tener en cuenta normativa local, subnacional o nacional.

## Métodos similares de recolección de datos
La adquisición de datos operativos y la adquisición de datos de máquina  están relacionadas con el control horario. Los sistemas de registro de tiempo proporcionan la base de cálculo para la contabilidad de salarios al calcular automáticamente las bonificaciones por horas extra, las bonificaciones por trabajo de fin de semana y festivos, las bonificaciones nocturnas y las bonificaciones por turnos, utilizando fórmulas almacenadas. Para poder tratar diferentes convenios colectivos y modelos de tiempo de trabajo, las reglas correspondientes pueden estar almacenadas en el sistema. Idealmente, las nóminas determinadas de esta manera se transfieren a un programa de contabilidad de nómina a través de una interfaz digital. De este modo se puede minimizar el riesgo de error y optimizar el flujo de trabajo de contabilidad de nóminas.

## Registro del tiempo del personal en el Derecho laboral
En las empresas alemanas que tienen un comité de empresa, la Ley de constitución de empresas (artículo 87, sección 1, apartado 6) otorga al comité de empresa un derecho de codeterminación cuando se introduce el registro de tiempo. Esta ley establece que la «introducción y uso de dispositivos técnicos destinados a monitorear el comportamiento o el desempeño de los empleados» requieren cogestión empresa-sindicatos. Se juzga de manera diferente en la jurisprudencia si el comité de empresa puede, por otro lado, exigir al empleador que introduzca el control horario electrónico en el contexto de la jurisprudencia del Tribunal de Justicia de las Comunidades Europeas.Lo mismo se aplica a los derechos de participación del consejo de personal en el sector público. Esto también da lugar a la conclusión inversa de que el comité de empresa puede exigir los datos de las "horas de trabajo" para proteger a los empleados.
De acuerdo con una sentencia del Tribunal Federal del Trabajo, los empleados alemanes que intencionadamente fichan de manera incorrecta pueden ser despedidos sin aviso previo por falsificación. Esta jurisprudencia se deriva del dolo ( § 263 StGB) y el consiguiente abuso de confianza por parte del empleado.
En Austria, el Tribunal Supremo dictaminó que el registro de las horas de trabajo mediante escaneos biométricos de las huellas dactilares solo puede introducirse en empresas donde se haya acordado previamente.

## Control horario y protección de datos
Al utilizar sistemas de registro de las horas de entrada y de salida de los trabajadores, se deben observar los aspectos de protección de datos, que resultan del Reglamento General de Protección de Datos, los objetivos generales de protección de la seguridad de la información y la sentencia C-55/18 del TJCE.

## Registro de tiempo relacionado con la actividad y específico del proyecto
En muchas empresas ya no se realiza el registro puro de los tiempos de asistencia, sino registros de tiempo específicos del proyecto o relacionados con la actividad. Mientras que en las pequeñas empresas esto se suele registrar a mano mediante formularios o se introduce en hojas de Excel, las medianas y grandes empresas suelen utilizar soluciones de software especiales. Con el registro de tiempo de proyecto, por ejemplo, los tiempos de trabajo se registran y se asignan a proyectos. Esto es particularmente importante para el control de proyectos y su contabilidad, ya que permite evaluar los tiempos del proyecto que han tenido lugar. Dependiendo de qué datos se registren, también es posible realizar análisis de actividad de los empleados y calcular la rentabilidad de los proyectos. Esto último es particularmente útil si se establece un número fijo de horas para el proyecto. 
Las horas trabajadas a menudo se facturan a los clientes. Un registro informático del tiempo del proyecto permite a la empresa facturar fácilmente las horas del proyecto y ofrece al cliente un alto nivel de transparencia sobre todas las actividades realizadas.

## Ventajas del control horario para los empleados
- Autocontrol eficiente de la nómina
- Transparencia sobre sus propias ausencias
- Facilita la planificación (compensación de ausencias, planificación de vacaciones)

## Desventajas para los empleados
- Posibles violaciones de la protección de datos
- Posible uso indebido de los datos por el empleador

## Ventajas para las empresas
- Contabilidad de nómina más eficiente
- Optimización de los procesos de trabajo individuales
- Procedimientos de facturación automatizados
- Facturación al minuto
- Más visión general, transparencia y seguridad
- Archivado eficiente de los datos actuales y trazabilidad rápida de datos anteriores
- Uso más eficaz de los empleados
- Desincentiva el absentismo laboral
- Fomenta la puntualidad
- Eficiencia y simplificación del trabajo
- Asignación de empleados según capacidades libres (planificación de despliegue de personal)
- Si los tiempos están relacionados con el proyecto y se registran con una descripción del trabajo, es posible una evaluación más precisa

## Desventajas para las empresas
- Si se emplean aplicaciones que no cumplen con la normativa de protección de datos, la empresa podría enfrentarse a demandas
- Los sistemas de control horario no informan sobre la productividad del empleado[8]
- Los empleados pueden manipular los datos (por ejemplo, intercambiándose las tarjetas de fichar), salvo que se registren biométricamente